# 小行星6614
小行星6614（6614 Antisthenes）是一颗绕太阳运转的小行星，为主小行星带小行星。该小行星于1960年9月24日发现。

## 轨道参数
小行星6614的轨道半长轴为2.4832230 UA，离心率为0.157。